# Ledbus
En ledbus er en bus, der for at have ekstra passagerpladser er fast forbundet til en anhænger.
Lovmæssigt er en ledbus sidestillet med et sættevognstog. Dog må en ledbus være op til 18,75 m hvor et sættevognstog normalt kun må være 16,50 m.
Der er gennemgang fra forvogn til anhænger, hvilket gør det kompliceret at opbygge sammenkoblingen. Mellemdelen er normalt en stor drejeskive, hvor både forvogn og anhænger er monteret på. Rundt om denne er en presenningslignende, fleksibel lukning, som også bruges på visse tog. Denne skal dels beskytte mod vejrlig, men mere vigtigt beskytte, således at passagerer ikke falder af eller kommer til skade. Lukningen har givet køretøjet kælenavnet harmonikabus.
Nogle producenter har haft succes med at lægge motoren bagerst i anhængeren, således at gulvet i hele vogntoget er lavt og velegnet til kørestole, barnevogne og dårligt gående.
Siden 1. juni 2000 regnes en ledbus i Danmark som ét køretøj og den skal derfor have almindelige gule nummerplader foran og bagpå. Til og med 31. maj 2000 blev ledbusser regnet som sættevognstog, og de skulle derfor have almindelige gule nummerplader på forvognen og en gul anhængerplade bag på anhængeren. Den bageste forvognsplade kunne af gode grunde ikke sidde bag på forvognen og skulle derfor opbevares "et passende sted" i bussen, typisk i handskerummet.
I visse lande køres der med ledbusser på op til 25 meters længde og i sjældne tilfælde op til 28 m, hvor bussen er opbygget som en forvogn med to anhængere.